# 安国鉉
安国鉉（アン・グックヒョン、안국현、あん こくげん、1992年7月23日 - ）は、韓国の囲碁棋士。張秀英九段、朴炳奎九段門下、韓国棋院所属、九段。GSカルテックス杯プロ棋戦優勝、三星火災杯世界囲碁マスターズ準優勝など。

## 経歴
2009年初段。2010年名人戦リーグ入りし3勝2敗、韓国囲碁リーグ出場、二段。2011年BCカード杯世界囲碁選手権出場、三段、農心杯に出場し2人抜き、KC&A新人王戦リーグ入り。2012年三星火災杯世界囲碁マスターズベスト16。2013年バッカス杯天元戦ベスト8。2014年百霊杯でベスト4に進むが、準決勝で邱峻に1-2で敗れる。2016年六段。2017年、GSカルテックス杯決勝で金志錫に3-2で勝って初タイトル獲得、これにより八段昇段、三星火災杯ベスト4。
2018年三星火災杯決勝に進み、三番勝負で柯潔に1-2で敗れ準優勝、これにより九段昇段。
2011-18年中国乙級リーグ出場、韓国棋士ランキングでは2011年21位、2015年14位。

### 主な棋歴
- GSカルテックス杯プロ棋戦 優勝 2017年
- 三星火災杯世界囲碁マスターズ 準優勝 2018年、ベスト4 2017年
- 百霊愛透杯世界囲碁オープン戦 ベスト4 2014年（○申真諝、○李康、○王檄、○江維傑、1-2邱峻）
- 農心辛ラーメン杯世界囲碁最強戦
  - 2012年 2-1（○周睿羊、○坂井秀至、×檀嘯）
  - 2018年 0-1（×芝野虎丸）
- おかげ杯国際新鋭対抗戦 優勝 2015年
- 韓国囲碁リーグ
  - 2010年（新案天日塩）9-5
  - 2011年（ハイト真露）6-8
  - 2012年（SKエネルギー）7-9
  - 2013年（Tブロード）5-4
  - 2014年（ポスコケムテク）
  - 2015年（韓国物価情報）
  - 2016年（韓国物価情報）6-7
  - 2017年（韓国物価情報）6-10
  - 2018年（新安天日塩）7-6
- 中国乙級リーグ戦
  - 2012年（広州広日）5-2
  - 2013年（徳州長江永和囲棋倶楽部）3-4
  - 2015年（河北廊坊新奥）4-3
  - 2016年（河北新奥）2-6
  - 2018年（西蔵中馳）4-4